# Gesellschaft des Rüdenbandes

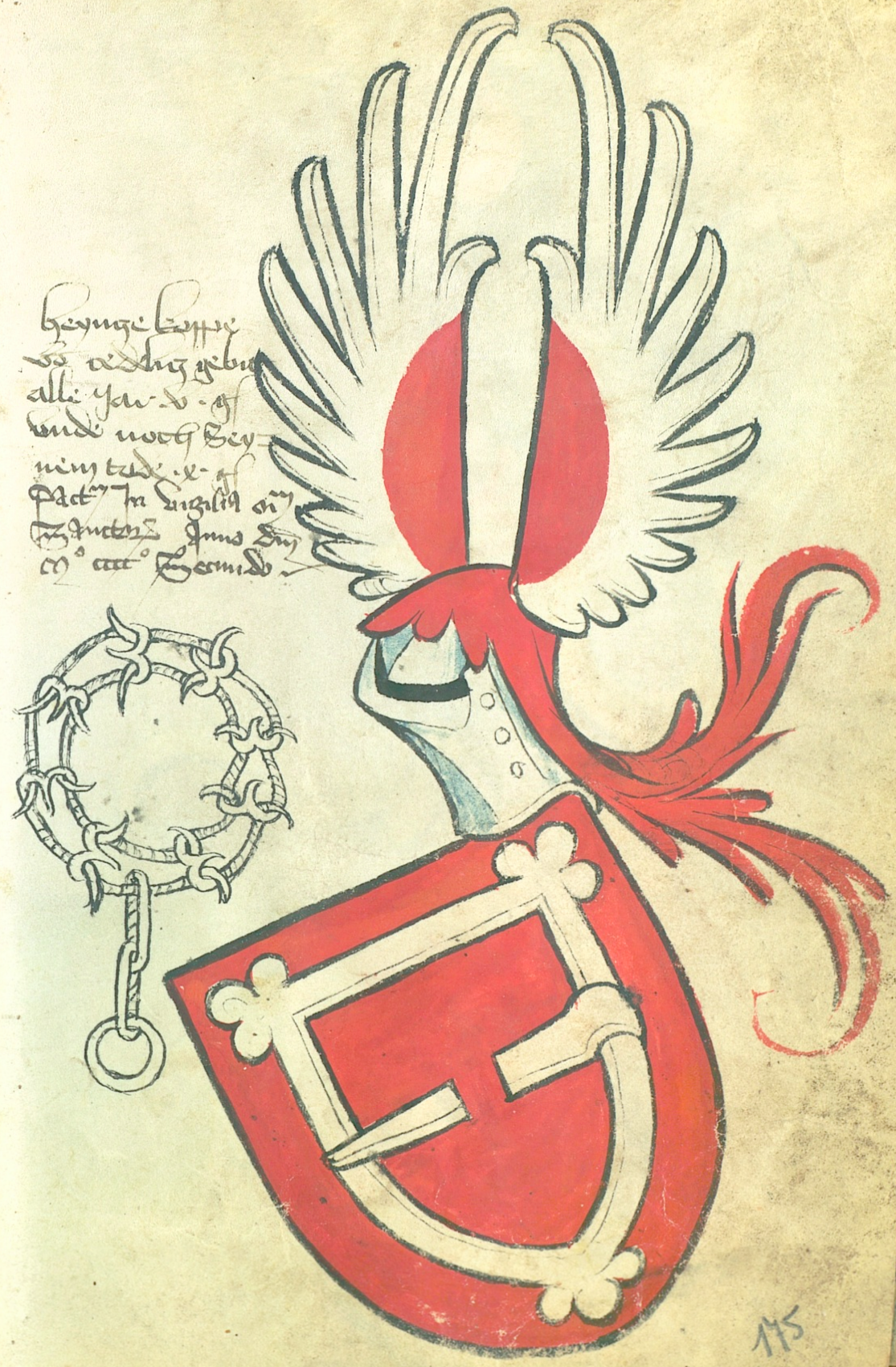
Die älteste heraldische Abbildung des Rüdenband-Abzeichens am Wappen von Heinze Koppe von Zedlitz mit Rüdenband im Wappenbuch von St. Christoph auf dem Arlberg, 1402

Die Gesellschaft des Rüdenbandes, auch Gesellschaft mit dem Rüdenband, oder Die Rüdenbänder war eine Adelsgesellschaft (oder Turniergesellschaft) des Spätmittelalters. Sie wurde im ausgehenden 14. Jahrhundert gegründet und vereinigte Adlige aus dem Oberlausitzer, böhmischen und niederschlesischen Raum. Die Gesellschaft stellt im 15. Jahrhundert eine Art Hoforden der Liegnitzer und Glogauer Linien der Schlesischen Piasten dar. Vermittelt durch Herzog Ludwig II. von Brieg und Liegnitz fand sie auch Mitglieder in Österreich, Franken, Herzogtum Bayern und Herzogtum Schwaben.

## Geschichte
Der Zeitpunkt der Gründung der Gesellschaft mit dem Rüdenband ist nicht bekannt. Der erste Beleg für ihre Existenz findet sich 1389 anlässlich eines Turniers in Görlitz. Herzog [[Johann (Görlitz<)|Johann von Görlitz]] befiehlt damals der Stadt dy rodinbender mit Geschenken zu ehren. Die Gründung der Adelsgesellschaft könnte damit im Zusammenhang mit dem Ausbau von Görlitz zur Residenz des Herzogs Johann stehen. Als heraldisches Zeichen der Gesellschaft ist das Rüdenband erstmals 1402 im Wappenbuch der St. Christoph Bruderschaft auf dem Arlberg dargestellt. Damals teilten mehrere Gesellschaftsmitglieder die sogenannte „Zweite Gefangenschaft“ König Wenzels IV. in Wien.
Einen umfassenderen Einblick in das Gesellschaftsleben der Rüdenbänder vermitteln die 1413 besiegelten Statuten der Gesellschaft. Ob es bereits im 14. Jahrhundert schriftlich niedergelegte Statuten gab ist unklar. Turniere finden bereits 1388/89 in den Städten Görlitz und Liegnitz statt, die auch in den späteren Statuten als Höfe der Gesellschaft festgelegt werden. Außerdem treten prominente Teilnehmer des Turniers von 1389 oder wenigstens deren Familienmitglieder später als Gesellschaftsälteste auf. Anlass dafür, die Statuten 1413 zu besiegeln und möglicherweise auch anzupassen, könnte der Erbstreit Ludwig II. von Liegnitz und Brieg mit seinem Halbbruder Heinrich IX. von Liegnitz und Lüben gewesen sein. Es werden auch die Schlacht bei Tannenberg, die Pest des Jahres 1413 und die Oppelner Fehde erwogen. Möglicherweise diente der Neuformierung der Rüdenbandgesellschaft der Drachenorden König Sigismunds als Vorbild. Herzog Ludwig II. von Brieg und Liegnitz war 1413 wahrscheinlich bereits Mitglied dieses Ordens.
Vielleicht durch die längere Anwesenheit Ludwigs II. im Gefolge Sigismunds und auf dem Konstanzer Konzil verbreitete sich die Gesellschaft auch im oberdeutschen Raum. Die dortigen Mitglieder verpflichteten sich zur Stiftung an das Kloster Langenzenn. Der oberdeutsche Zweig der Gesellschaft wurde bei seinem Eintritt in die Gesellschaft 1420 dem jungen Markgrafen Johann von Brandenburg unterstellt. Dieser wiederum befahl 1424 Hans von Seckendorff die Stiftungsgelder einzutreiben. Mit Albrecht von Neidberg findet sich Anfang des 15. Jahrhunderts auch ein Mitglied in Österreich. Die zentrale Stellung Ludwigs II. in der Gesellschaft – Markgraf Johann bezeichnete ihn als deren „König“ – führte nach dessen Tod 1436 offenbar schnell zum Verfall der Gesellschaft. Die letzte bisher bekannte Quelle für das Wirken der Rüdenbandgesellschaft in Schlesien datiert auf die erste Hälfte der 1420er Jahre. Die Rüdenbandgesellschaft hat möglicherweise die Gründung des Schwanenordens durch Kurfürst Friedrich II. von Brandenburg inspiriert.

## Statuten

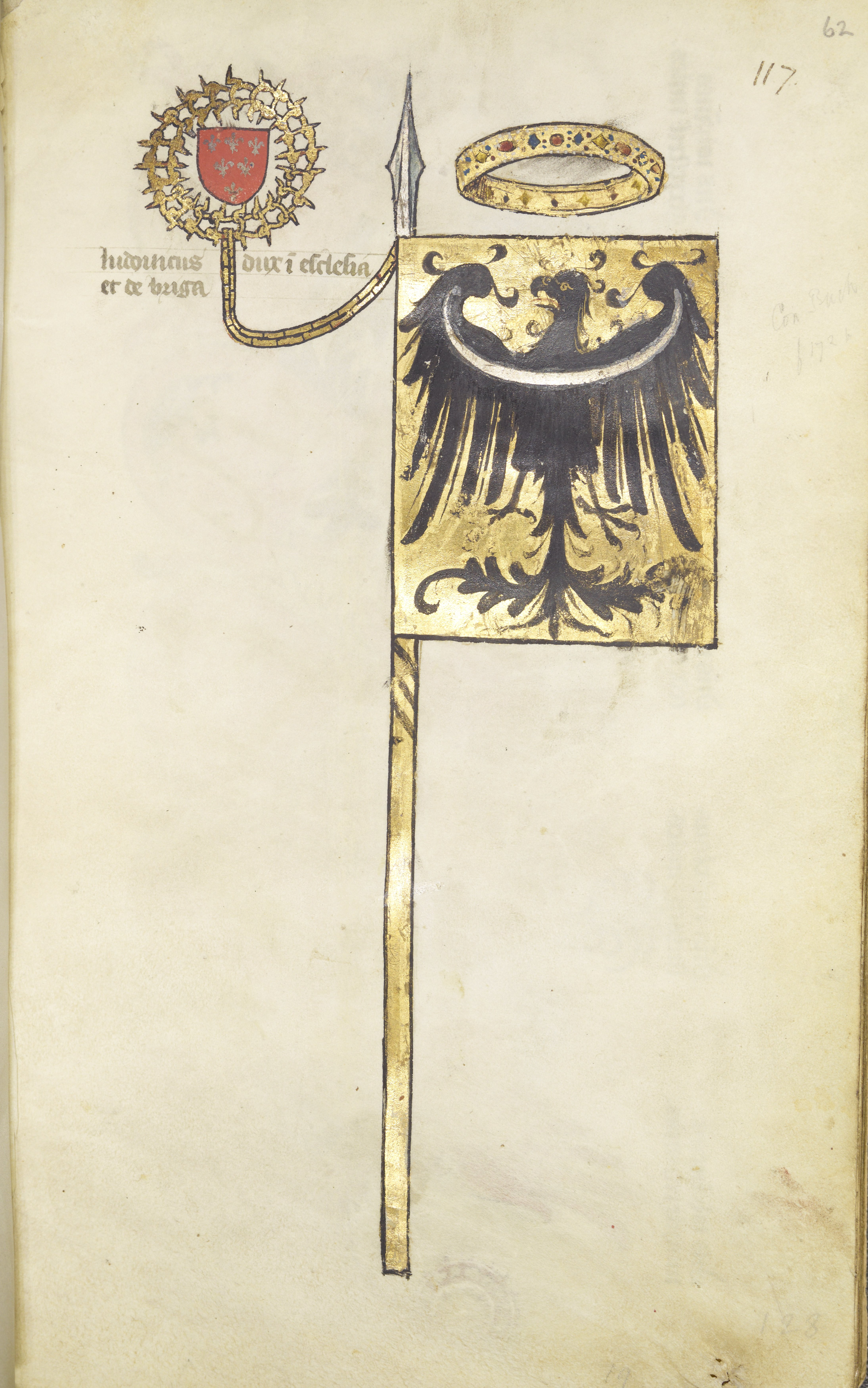
Heraldische Repräsentation der Hierarchie der Gesellschaft mit dem Rüdenband auf dem Konstanzer Konzil: Der Lilienschild des Bischofs von Breslau und das Banner Ludwigs II. von Brieg am Beginn der Wappenreihe der Gesellschaft, ca. 1416 im Wappenbuch des portugiesischen Herolds Rylands Library, Latin Ms. 28.

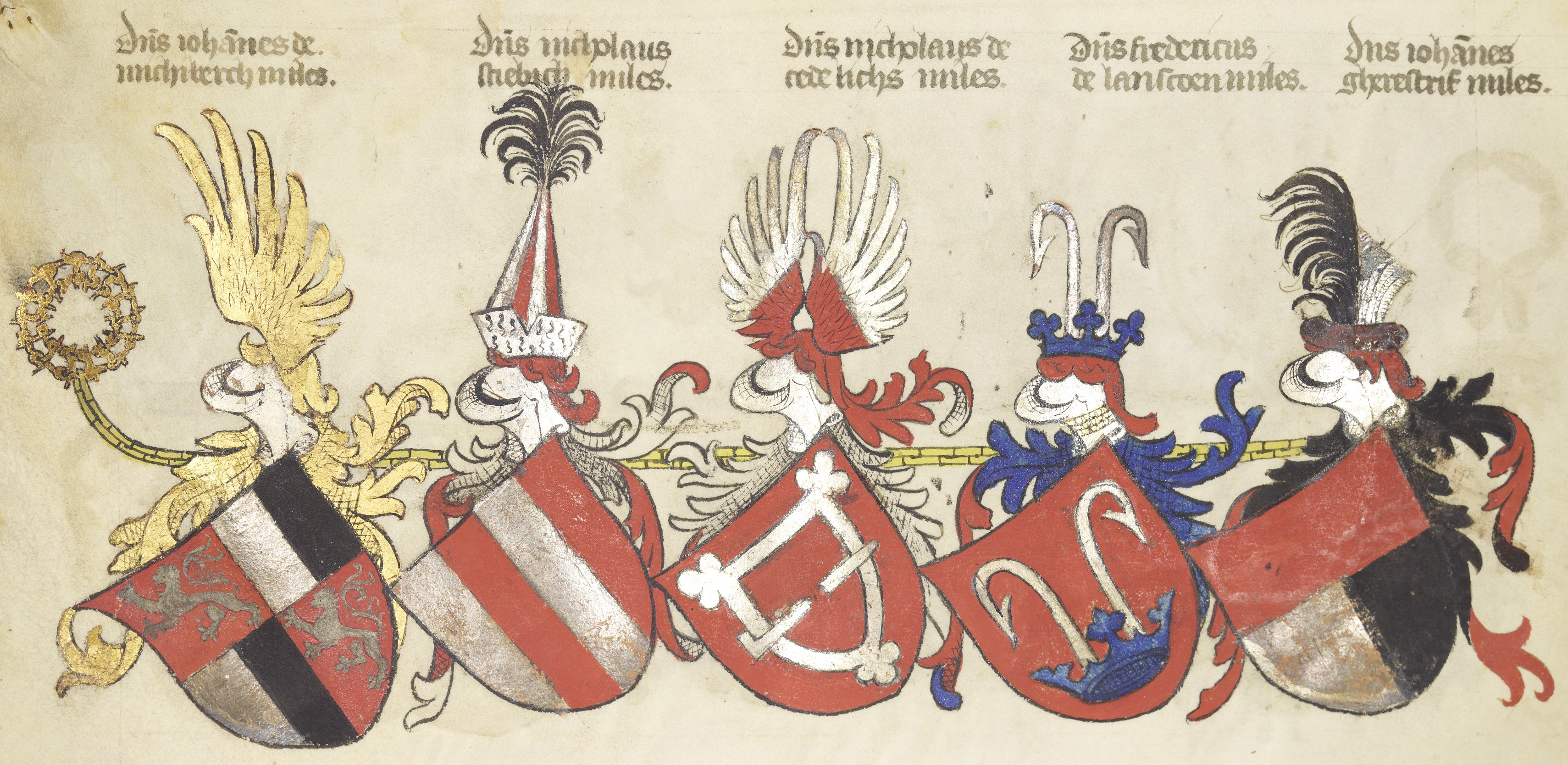
Aneinander gekettet folgen die Wappen von Mitgliedern der Gesellschaft, ca. 1416 im Wappenbuch des portugiesischen Herolds, Rylands Library, Latin Ms. 28

In den Statuten von 1413 tritt die Gesellschaft mit dem Rüdenband als eine Adelsgesellschaft mit einem weiten Tätigkeitsfeld entgegen. Nach außen ein Beistandsbündnis, wirkte die Gesellschaft nach innen als Friedensbündnis: Konflikte unter Gesellen sollten durch das Schiedsgericht der Gesellschaftsältesten oder von den Konfliktparteien selbst gewählte Schiedsrichter gelöst werden. Gelang dies nicht, sollte einer der Fürsten den Streit entscheiden. Mitglieder, die dessen Schiedsspruch missachteten, sollten aus der Gesellschaft ausgeschlossen werden. Kam ein Mitglied ohne eigene Schuld zu schaden oder wurde gefangen genommen, verpflichteten sich die Rüdenbänder zur Unterstützung. Die Gesellschaft wird daher auch gelegentlich in den Kontext der schlesischen Landfriedensbünde gestellt.
Wichtig war den Rüdenbändern offenbar die Pflege einer standesgemäßer bzw. ritterlicher Lebensweise. Zur Vorbereitung der jährlichen Turniere werden Bestimmungen getroffen. Ein Mitglied durfte – bei Strafe des Ausschlusses – keiner unehrenhaften Tätigkeit nachgehen. Vergab ein Mitglied das Rüdenband an Frauen niederen Standes, hatte er es zurückzufordern. Adligen Frauen stand die Gesellschaft offen. Nach dem Bericht Ghillebert de Lannoys stellten sie sogar die Hälfte der Mitglieder. Die Übergabe des Gesellschaftszeichens an eine Frau dürfte im Kontext der höfischen Minne gestanden haben. Während Männern die Gesellschaftsmitgliedschaft nur im Beisein der Gesellen auf Turnieren verliehen werden durfte, durfte das Rüdenband an Frauen auch außerhalb der Turniere vergeben werden.
Darüber hinaus verstanden sich die Rüdenbänder als religiöse Gesellschaft, die sich vor allem der Marienverehrung widmen wollte. Ihren ersten Jahresbeitrag planten sie gemeinsam zu einer Ewigen Messe in Liegnitz zu stiften, bevor sie im zweiten Jahr einen Hof (Turnier) in Liegnitz und darauf einen Hof in Görlitz veranstalten wollten. Diese Turniere sollten von den Mitgliedern kräftig beworben werden. Den Abschluss eines jeden Turniers sollten Memorialgottesdienste für die verstorbenen Mitglieder der Gesellschaft bilden. Für ihre religiösen Stiftungen erhob die Gesellschaft des Rüdenbandes jährliche Mitgliedsbeiträge von 12, 6 resp. 2 Schock Groschen vom Bischof, den Fürsten resp. den einfachen Rittern und Edelknechten. 1420 betrug der Beitrag jedenfalls in Oberdeutschland nur noch 1 Schock Groschen, der dem Kloster Langenzenn zugutekommen sollte.
Als Oberhaupt der Gesellschaft wirkte in den 1420er Jahren Herzog Ludwig II. von Brieg, der 1424 von Johann Markgraf als König der Gesellschaft bezeichnet wird. Selbst nannte er sich der geselleschaffte mit dem Rüdenpand oberster Haubtmann und geber. Die Statuten von 1413 kennen diesen Rang noch nicht. Aus dem Kollegium der Fürsten, ist lediglich Fürstbischof Wenzel von Breslau durch einen höheren Mitgliedsbeitrag herausgehoben. An zweiter Stelle in der Hierarchie der Rüdenbandgesellschaft stehen die Fürsten, die an allen Entscheidungen der Gesellschaft teilhatten und als letztinstanzliche Schiedsrichter zwischen Mitgliedern tätig waren. Noch über den einfachen Mitgliedern der Gesellschaft standen Älteste in den sechs Landsmannschaften der Gesellschaft. Jeweils vier Älteste standen 1413 der Mitgliedschaft in Böhmen, im Herzogtum Liegnitz, in den Herzogtümern Schweidnitz, Brieg und Breslau, in der Oberlausitz, im Herzogtum Sagan und Glogau sowie im Herzogtum Oels und Cosel vor. Sie wirkten zugleich als Schiedsrichter in Streitigkeiten zwischen Gesellschaftsmitgliedern. Älteste lassen sich bereits auf dem Turnier 1389 erkennen. Die Beziehung der anwesenden Fürsten zur Rüdenbandgesellschaft ist jedoch unklar. Lediglich Herzog Johann von Görlitz tritt als Förderer der Gesellschaft in Erscheinung.
Die Mitgliedschaft in der Gesellschaft mit dem Rüdenband konnten adlige Männer nach den Statuten nur auf den Turnieren der Gesellschaft erwerben. Vergab ein Mitglied das Rüdenband als Zeichen der Mitgliedschaft außerhalb der Turniere, drohte der Ausschluss. Für die Fürsten war die Strafe des Ausschlusses jedoch durch eine Geldstrafe ersetzt. 1420 nimmt Herzog Ludwig II. als Hauptmann für sich in Anspruch das Rüdenband selbstständig verleihen zu dürfen.
Der Austritt aus der Rüdenbandgesellschaft war mit einer Strafzahlung von 3 Schock Groschen verbunden. Ausgeschlossen wurden nach den Statuten ferner solche Mitglieder, die sich dem Schiedsspruch eines Fürsten widersetzten, unehrenhaften Tätigkeiten betrieben oder das Rüdenband unbefugt verliehen. Trug ein Mitglied das Rüdenband nicht, hatte er eine Strafe von sechs Groschen zu zahlen.

## Mitglieder
Die Zahl der Mitglieder gab Ghillebert de Lannoy 1414 mit 700 Rittern und Edelknechten und ebenso vielen weiblichen Mitgliedern an. Es könnte sich dabei aber um eine Übertreibung handeln.  Zwei weibliche Mitglieder sind namentlich bekannt: Dorothea (Ortchen), die Tochter eines von Wiltberg, und Heinze von Dornheims Ehefrau. Als Quellen für die Mitgliedschaft der Gesellschaft mit dem Rüdenband können, neben den Statuten von 1413, das portugiesische Wappenbuch (John Rylands University Library Latin Ms. 28) und das Wappenbuch von Sankt Christoph auf dem Arlberg herangezogen werden. In den Görlitzer Ratsrechnungen sind ferner Teilnehmern des Turniers von 1389 aufgeführt, unter denen zum Teil ebenfalls Mitglieder der Rüdenbandgesellschaft zu vermuten sind.
Die fürstlichen Mitglieder der Rüdenbandgesellschaft gehören mit Ausnahme Přemysl I. von Troppau (und später Johanns v. Brandenburg) alle der Liegnitzer und der Glogauer Linie der Schlesischen Piasten an. Es handelt sich um Bischof Wenzel von Breslau, dessen Neffen Ludwig II. von Brieg und Liegnitz, Konrad IV. „Senior“ von Oels, Konrad V. „Kanthner“ von Oels und Johann I. von Sagan.
Die namentlich bekannten, nicht-fürstlichen Mitglieder der Gesellschaft waren in der Regel gut in die Hofgesellschaft ihrer jeweiligen Fürstentümer integriert. Oft trugen sie Hofämter oder waren Hauptleute von Weichbildern. Einige standen in Dienst der Böhmisch-deutschen Könige Wenzel und Sigismund. Mehrere von ihnen gingen auf „Preußenfahrt“ und nahmen zum Teil mit erheblichen Söldnerkontingenten 1410 an der Schlacht bei Tannenberg teil. Die Unterstützung des Deutschen Ordens war allerdings nicht einheitlich.

## Heraldik und Phaleristik

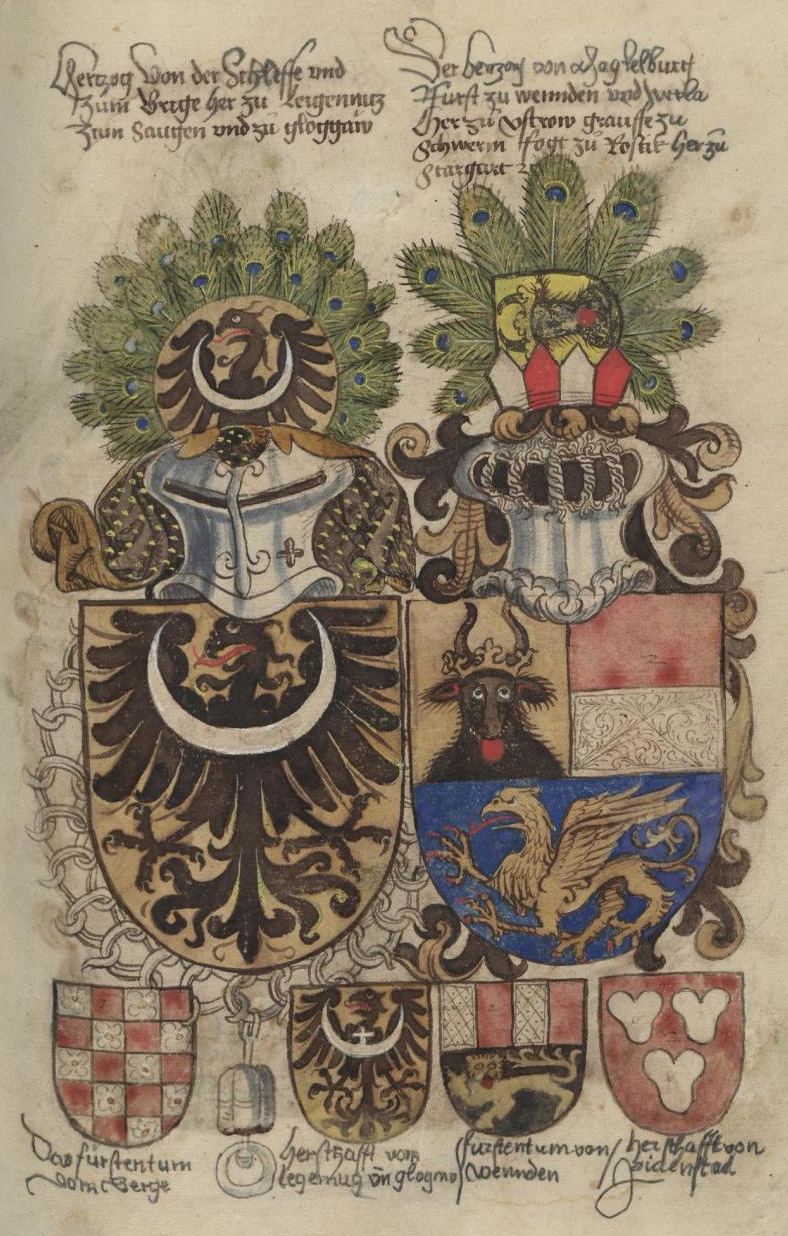
Rüdenband um das Wappen des Herzogtums Liegnitz (links) im Wappenbuch des Conrad Grünenberg (Berliner Exemplar), ca. 1483

Das Gesellschaftszeichen der Rüdenbandgesellschaft war ein Stachelhalsband. Das Tragen des Rüdenband als Zeichen der Zugehörigkeit zur Gesellschaft war den Mitgliedern vorgeschrieben. Wurde ein Mitglied ohne Rüdenband angetroffen, wurde eine Geldstrafe erhoben. Wie das Rüdenband als Abzeichen im Alltag getragen wurde, ist unbekannt. Vorgeschlagen wurde eine Trageweise wie eine Kette um den Hals. Bei in Rechnungen, Inventaren und anderen Textquellen erwähnten Rüdenbändern ist – angesichts der höfischen Jagdkultur – schwer zwischen Gesellschaftszeichen und tatsächlichem Hundehalsband zu unterscheiden. So ließ 1418 in Konstanz Konrad von Weinsberg im Auftrag König Sigismunds ein goldenes Rudenband mit Perlen und einer großen Perle anfertigen. In der Altenburger Silberkammer Friedrichs des Streitbaren befand sich nach seinem Tod unter anderem eyn silberin vorgult rodenband und eyn swarcz Rodenband. In beiden Quellen sind zugleich andere Gesellschaftszeichen erwähnt.
In zeitgenössischen, heraldischen Darstellungen wird das Rüdenband als Zeichen der Mitgliedschaft zur Gesellschaft meist neben dem Wappenschild abgebildet. Das portugiesische Wappenbuch John Rylands Library Latin Ms. 28 spiegelt die Verwendung heraldischer Symbole auf dem Konstanzer Konzil im Jahr 1416 wider. Es zeigt eine Anzahl von Wappen der Mitglieder der Gesellschaft, die durch Ketten an goldene (Ritter) und silberne (Edelknechte) Rüdenbänder gebunden sind und damit einen Rangunterschied unter den nicht-fürstlichen Gesellschaftsmitglieder. Bei Ludwig II. am Beginn der Wappenreihe ist das Rüdenband dagegen an sein Banner gekettet und umschließt den Lilienschild des Bistums Breslau (roter Wappenschild mit 6 silbernen Lilien).
Conrad Grünenberg zeigt in seinem Wappenbuch das Wappen des Herzogtums Liegnitz umgeben vom Rüdenband. Die Vorlage dieser problematischen Spätüberlieferung ist unbekannt.